# Museu Portuense
O Museu Portuense : "jornal de historia, artes, ciências industriais e belas letras", publicou-se entre 1838 e 1839 na cidade do Porto, classificando-se como jornal apolítico, com o objetivo principal de “propagar conhecimentos úteis”  pertencendo ao tipo de imprensa literária de instrução e recreio. Alguns autores consideram o jornal O Panorama o modelo inspirador de “O Museu Portuense”.